# Nefromegalia
In medicina con nefromegalia si intende l'ingrossamento di uno di entrambi i reni.